# Ischionodonta earina
Ischionodonta earina är en skalbaggsart som beskrevs av Dilma Solange Napp och Elineide E. Marques 1998. Ischionodonta earina ingår i släktet Ischionodonta och familjen långhorningar. Inga underarter finns listade i Catalogue of Life.